# Filip De Wilde
Pour les articles homonymes, voir De Wilde.
Filip De Wilde, né le 5 juillet 1964 à Zele en Belgique, est un footballeur international belge qui joue au poste de gardien de but.

## Biographie
Brillant gardien de but, d'abord au KSK Beveren puis au RSC Anderlecht, où il devient international, il gagne de nombreux titres et dispute même une finale de Coupe des Coupes en 1990. La fin de sa carrière internationale est marquée par un match catastrophique contre la Turquie, lors duquel il est expulsé au milieu du terrain après une sortie hasardeuse, à l'occasion de l'Euro 2000, ce qui coûte la qualification pour les quarts de finale à son équipe. 
En 1996, il quitte les Mauves pour jouer au Sporting Clube de Portugal. Mais perdant sa place de titulaire au profit du jeune Tiago, il retourne chez lui, au RSC Anderlecht, en avril 1998, pour finir la saison et y rester les cinq suivantes.
En janvier 2004, De Wilde est transféré au KSC Lokeren, après un bref passage dans le club autrichien du SK Sturm Graz. Il termine sa carrière de joueur professionnel au KFC Verbroedering Geel.
À la retraite, il est entraîneur des gardiens au RSC Anderlecht depuis juillet 2007.

## Palmarès

### En club
- Champion de Belgique en 1984 avec le KSK Beveren, en 1991, en 1993, en 1994, en 1995, en 2000 et en 2001 avec le RSC Anderlecht
- Vainqueur de la Coupe de Belgique en 1983 avec le KSK Beveren, en 1988, en 1989 et en 1994 avec le RSC Anderlecht
- Vainqueur de la Supercoupe de Belgique en 1987, en 1993, en 1995, en 2000 et en 2001 avec le RSC Anderlecht
- Finaliste de la Coupe d'Europe des vainqueurs de coupe en 1990 avec le RSC Anderlecht

### En équipe de Belgique
- 33 sélections entre 1989 et 2000
- Participation à la Coupe du monde en 1990 (1/8 de finaliste), en 1994 (1/8 de finaliste) et en 1998 (premier tour)
- Participation au Championnat d'Europe des nations en 2000 (premier tour)

### Distinctions individuelles
- Élu meilleur gardien de l'année en 1994 et en 2000
- Obtient le Prix du fair-play en 1996